# Isabela (Porto Rico)
Pour les articles homonymes, voir Isabela.
La municipalité d’Isabela, sur l'île de Porto Rico (Code International : PR.IS) couvre une superficie de 145 km² et regroupe 42 943 habitants en 2020.

## Économie
Le barrage de Guajataca fournit de l'eau et de l'électricité.